# Ніуе
Ніу́е (англ. Niue; ніуе Niuē), або Са́відж (англ. Savage) — кораловий острів (у минулому атол) і однойменна держава в південній частині Тихого океану, в Полінезії. Відкритий капітаном Джеймсом Куком у 1774 році. Територія — 258 км². Населення — 1398 осіб (2009). Адміністративний центр — Алофі (586 мешканців). Офіційні мови: англійська та ніуе. Грошова одиниця — новозеландський долар.
З жовтня 1974 року має внутрішнє самоврядування в рамках «вільної асоціації» з Новою Зеландією, яка керує питаннями оборони і зовнішніх відносин Ніуе.
Основа економіки — вирощування кокосової пальми і бананів, виробництво копри. 80 % експорту йде у Нову Зеландію. Важливою статтею доходу є також експорт і продаж місцевих кустарних виробів.

## Назва
Повна сучасна назва острова — Ніуе-Фека (ніуе Niuē-fekai), яка використовується тільки в офіційних випадках або піснях. Вона складається з двох частин: слово niue утворилося від іменника niu («кокосова пальма») і перекладається як «ось кокосова пальма»; fekai перекладається як «канібал», хоча канібалізму на острові не існувало.
Проте найдавніша назва Ніуе — Нуку-ту-Таха (ніуе Nuku-tu-taha), яку дав, за місцевими легендами, першовідкривач острова, на ім'я Хуанакі (ніуе Huanaki), і яку можна перекласти з мови ніуе як «самотньо стоїть острів». Інші історичні назви: Моту-ті-фуа (ніуе Motu-te-fua, що перекладається як «острів без фруктів»), Факахоа-моту (ніуе Fakahoa-motu), Нуку-тулуеа (ніуе Nuku-tuluea). Усі ці назви вийшли з ужитку, і їх можна почути тільки в ніуеанських легендах, піснях.
Інша історична назва Ніуе, Савідж (англ. Savage Island), пов'язана з ім'ям відомого англійського мореплавця Джеймса Кука, що став першим європейським першовідкривачем острова. У перекладі з англійської мови ця назва означає Острів дикунів. Пов'язано це з тим, що англійського мандрівника вороже зустріли місцеві тубільці.

## Географія

### Загальна географія

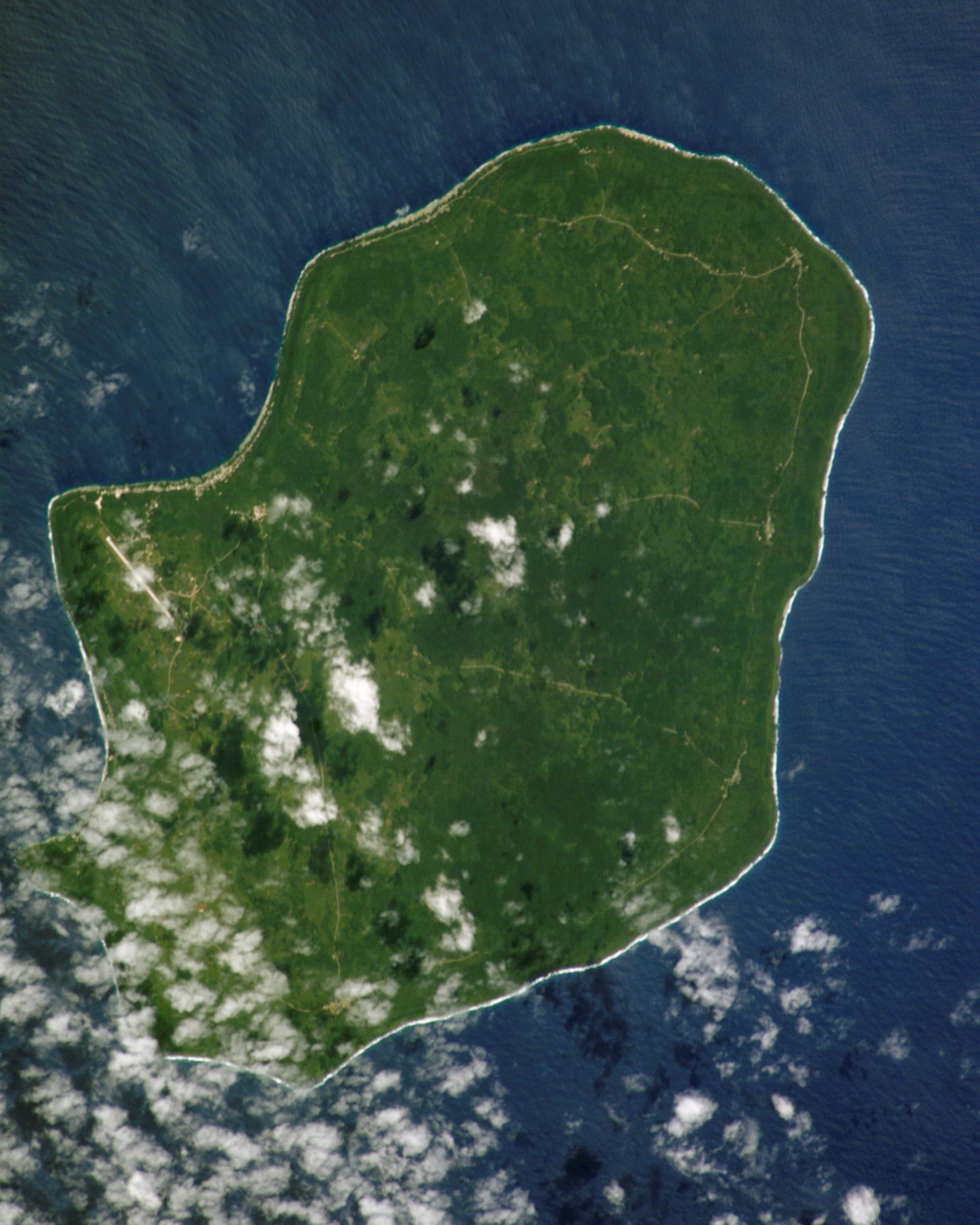
Знімок острова із космосу

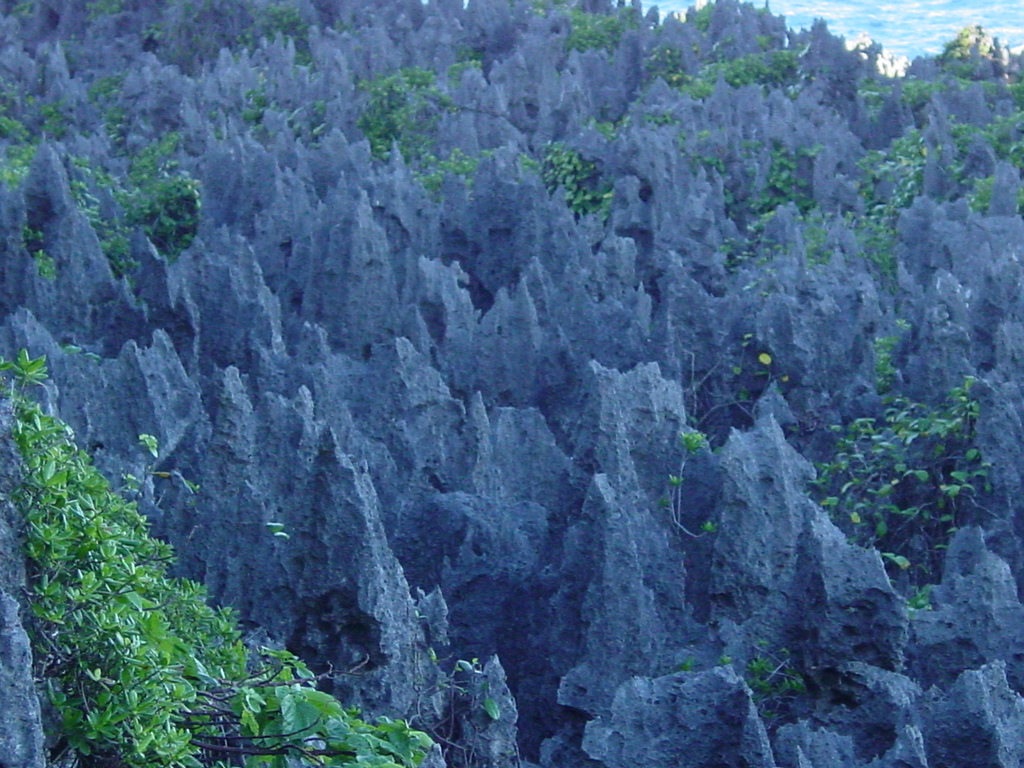
Коралові провалля в Ніуе

Державне утворення Ніуе складається з однойменного піднятого коралового атола і трьох підводних рифів, розташованих в Тихому океані в Полінезії між екватором і тропіком Козерога. Острів Ніуе розташований приблизно за 480 км на схід від островів Тонга, за 930 км на захід від острова Раротонга, головного острова Островів Кука і приблизно за 2400 км на північний схід від Окленда, найбільшого міста Нової Зеландії. Найближчі архіпелаги — Тонга (Дружби), що належать однойменній державі й розташовані на захід від острова Ніуе і архіпелаг Самоа, що лежить на північний захід та належить Самоа і Американському (Східному) Самоа.
Загальна площа Ніуе становить 261,46 км², що робить його найбільшим поодиноким піднятим атолом у світі. Найвища точка острова, безіменна височина недалеко від населеного пункту Муталау, сягає 68 м.

### Рифи Ніуе
| Назва                           | Координати                                                    | Опис |
| ------------------------------- | ------------------------------------------------------------- | --- |
| Беверідж (англ. Beveridge Reef) | 20°00′ пд. ш. 167°47′ зх. д. / 20.000° пд. ш. 167.783° зх. д. | Являє собою підводну гору, увінчану кораловим атолом, що відкривається під час відпливів. Довжина з півночі на південь — 9,5 км, ширина із заходу на схід — 7,5 км. Загальна площа — 56 км². Глибина лагуни — 11 м. |
| Антіопу (англ. Antiope Reef)    | 18°14′ пд. ш. 168°20′ зх. д. / 18.233° пд. ш. 168.333° зх. д. | Являє собою овальне плато діаметром 400 м. Мінімальна глибина — 9,5 м. Вперше помічений 1886 року британським судном «Antiope».                                                                                     |
| Херенс (англ. Harans Reef)      | 21°32′ пд. ш. 168°54′ зх. д. / 21.533° пд. ш. 168.900° зх. д. | Вперше помічений у 1848 Херенсом з корабля «Thomas Dickenson». |

### Геологія

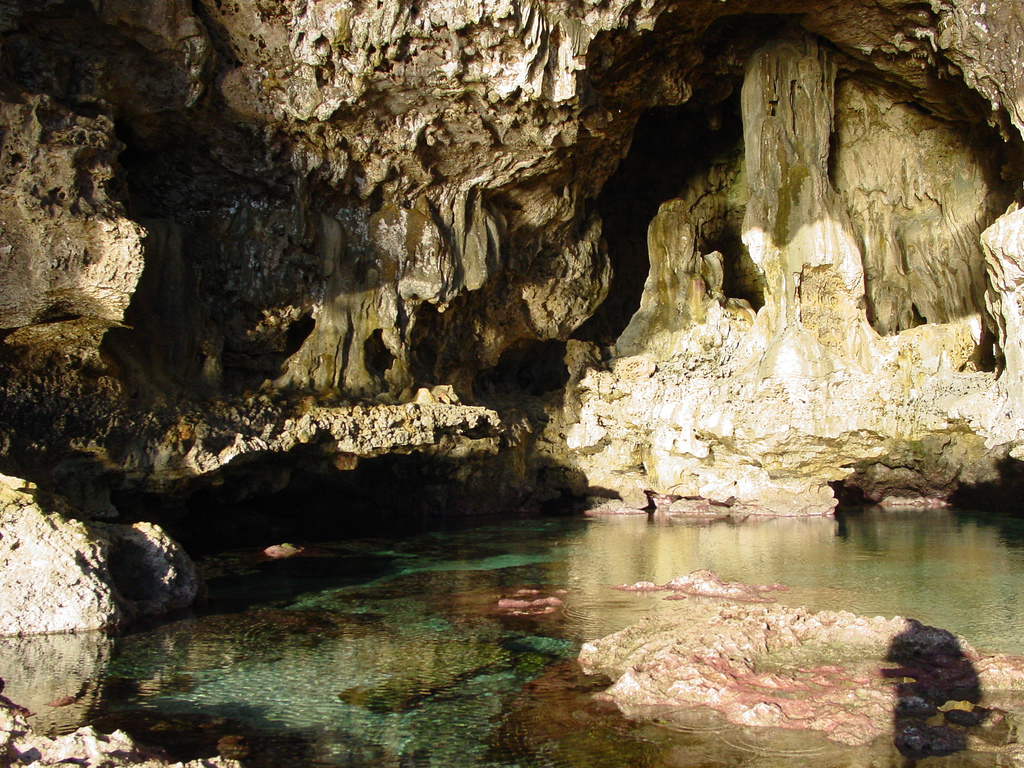
Печера Аваїкі

Ніуе розташований на Тихоокеанській літосферній плиті, що перебуває в постійному русі в бік північного заходу (приблизно 1 см на рік). Коли острів Ніуе був ще активним вулканом, приблизно 2-3 млн років тому, він розташовувався приблизно за 20 км на південний схід від сучасного місцерозташування. Перебуваючи неподалік від жолобу Кермадек і жолоба Тонга, острів постійно рухається в бік останнього, і через кілька мільйонів років Ніуе буде повністю ним поглинутий.
Острів має дуже багату геологічну історію. У далекому минулому Ніуе являв собою активний вулкан, який приблизно 3 млн років тому згас, а його верхня частина, вища за рівень океану, зазнавала сильної ерозії унаслідок природних чинників (дощів, океанських хвиль). Протягом цього тривалого періоду відбулося формування коралового рифу, Муталау, названого на честь найвищої точки острова, а конус вулкана до настання льодовикового періоду в плейстоцені зменшувався в об'ємі унаслідок ерозії, а також охолодження і стиснення глибинних порід. Приблизно 1,6 млн років тому на Землі було відзначено зниження рівня океану через початок льодовикового періоду, в цей час сформувалася значна частина коралових утворень Ніуе, висохла лагуна в центрі острова.
Острів Ніуе складається з піднятого вапнякового плато, розташованого на вершині зануреного під воду вулкана. Це плато має горбистий рельєф і злегка чашоподібну форму: його краї сягають 68 м заввишки, а центральна частина — 30 м. Це свідчить про те, що в далекому минулому в цій частині острова була лагуна, яка згодом зникла через підняття острова. Центральне плато оточене вузькою терасою завширшки 100—200 м (висота — близько 28 м). Схили терас досить різкі з оголенням коралових порід, покритих великими тріщинами, що утворилися внаслідок водної ерозії. Узбережжя Ніуе дуже скелясте, зі стрімкими скелями і печерами. Існування схилів свідчать про те, що підняття острова відбувалося у два етапи. Острів облямований рифом.
Наявність значних запасів корисних копалин винятково у прибережній економічній зоні Ніуе є малоймовірною, оскільки процес седиментації в цьому районі відбувається дуже повільно. Однак на самому острові можливе існування родовищ радіоактивних елементів. Проте ніяких розробок на цей час не ведеться.

### Клімат
Клімат Ніуе спекотний і помірно вологий. Через відсутність гір і невелику площу кліматичні умови на всьому острові практично однакові. Чітко контрастують два яскраво виражені сезони: спекотний вологий сезон з листопада по березень, що характеризується високими температурами й вологістю та сезоном циклонів, і більш прохолодний сухий сезон з квітня по жовтень з теплими сонячними днями, прохолодними ночами і сильними бризами.
Середньорічна температура на Ніуе коливається незначно. Максимальна денна температура в січні-лютому становить 30 °C, в липні-серпні — 26 °C. Середньорічна кількість опадів становить близько 2180 мм, хоча в сезон дощів іноді може досягати показника в 3300 мм, а в посушливі місяці 80-140 мм. Основна частка опадів припадає на січень-березень. Посухи різної тривалості трапляються в будь-який час року, але більшість з них припадає на посушливий сезон. Переважають вітри, що дмуть зі сходу на південь, і перебувають під впливом зони південно-східних пасатів, яка межує з поясом тропічних циклонів.
Острів Ніуе розташований в південній частині поясу тропічних циклонів і в зоні південно-східних пасатів, унаслідок чого з квітня по жовтень на острові спостерігаються потужні шторми. Кожні десять років на Ніуе налітають руйнівні циклони.
| Клімат Ніуе             | Клімат Ніуе | Клімат Ніуе | Клімат Ніуе | Клімат Ніуе | Клімат Ніуе | Клімат Ніуе | Клімат Ніуе | Клімат Ніуе | Клімат Ніуе | Клімат Ніуе | Клімат Ніуе | Клімат Ніуе | Клімат Ніуе |
| Показник                | Січ.        | Лют.        | Бер.        | Квіт.       | Трав.       | Черв.       | Лип.        | Серп.       | Вер.        | Жовт.       | Лист.       | Груд.       | Рік         |
| Абсолютний максимум, °C | 38          | 38          | 32          | 36          | 30          | 32          | 35          | 37          | 36          | 31          | 37          | 36          | 38          |
| Середній максимум, °C   | 28          | 29          | 28          | 27          | 26          | 26          | 25          | 25          | 26          | 26          | 27          | 28          | 27          |
| Середня температура, °C | 26          | 27          | 26          | 25          | 25          | 23          | 22          | 23          | 23          | 24          | 25          | 26          | 25          |
| Середній мінімум, °C    | 23          | 24          | 24          | 23          | 22          | 21          | 20          | 20          | 21          | 21          | 22          | 23          | 22          |
| Абсолютний мінімум, °C  | 20          | 20          | 20          | 14          | 15          | 13          | 11          | 11          | 15          | 15          | 11          | 17          | 11          |
| Норма опадів, мм        | 261.6       | 253.6       | 305.6       | 202.6       | 138.2       | 88.9        | 96.4        | 105.8       | 102.4       | 123.8       | 145.5       | 196.2       | 2018.4      |
| ----------------------- | ----------- | ----------- | ----------- | ----------- | ----------- | ----------- | ----------- | ----------- | ----------- | ----------- | ----------- | ----------- | ----------- |
| Джерело: Weatherbase    |             |             |             |             |             |             |             |             |             |             |             |             |             |

### Ґрунти та гідрологія

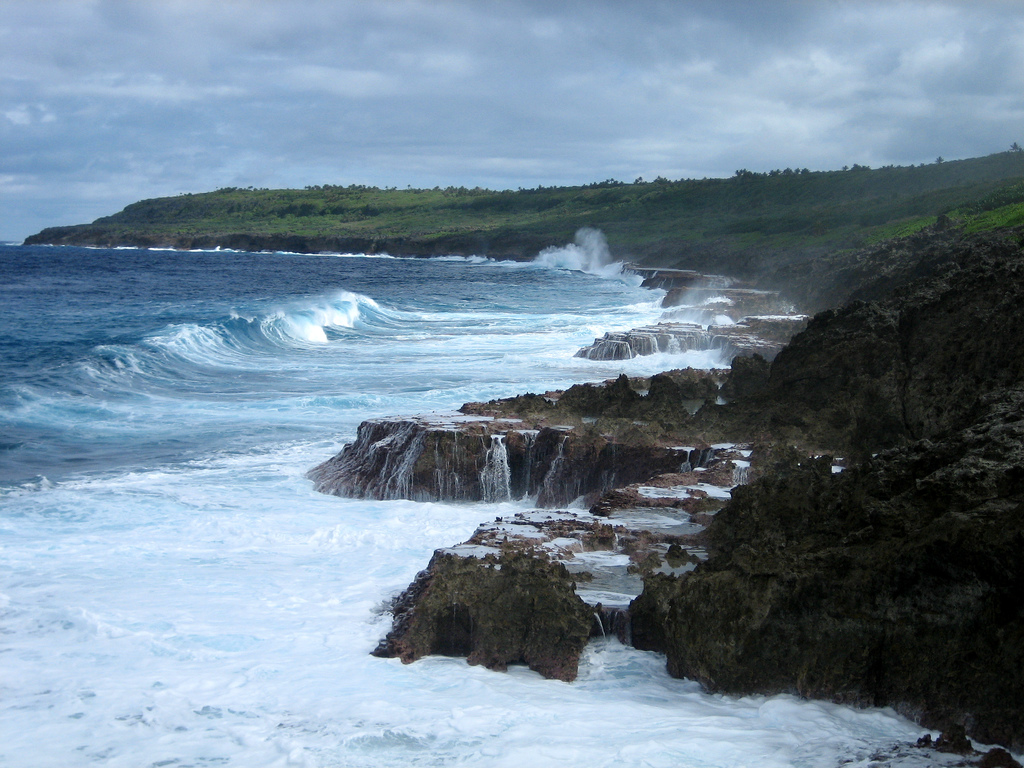
Узбережжя острова.

Ґрунти острова Ніуе не відрізняються родючістю, що в основному пояснюється неглибоким заляганням підстилаючої породи, виходом на поверхню вапняків і великою кількістю валунів. Іншими відмінними рисами острівних ґрунтів є висока пористість, високий рівень pH, високий вміст фосфору, кальцію і магнію та низький вміст цинку. Загалом ґрунти сформовані з осадових порід і складаються з вулканічного матеріалу з невеликою присутністю абісальної глини й глибоководних відкладів. На Ніуе виділяють такі чотири типи ґрунтів:
- Хікутаваке — чорноземи, утворені в основному з вапнякових порід;
- Хакупу — коричневі і зернисті підґрунтя;
- Фонуакула — коричнево-червоні підґрунтя;
- Палау — червоноземи[13].

Низька родючість ґрунтів накладає значні обмеження на розвиток сільського господарства. Присутність у деяких місцях ґрунтів з високим вмістом таких радіоактивних елементів, як уран і торій, свідчить про те, що в минулому ці ґрунти деякий час перебували в контакті з морською водою.
На острові Ніуе відсутні будь-які великі потоки води або струмки через високу пористість ґрунтів, в результаті чого дощова вода просочується крізь ґрунт. Дані геологічного дослідження острова показали, що на Ніуе також відсутня класична лінза води. Замість неї в центрі острова є пласт прісної води завтовшки 40-80 м і шар води під краєм колишнього атолу завтовшки 50-170 м, які мають тороїдну форму. Оскільки річок чи озер на Ніуе немає, уся прісна вода, що йде на побутові потреби, надходить з декількох свердловин.

### Флора і фауна

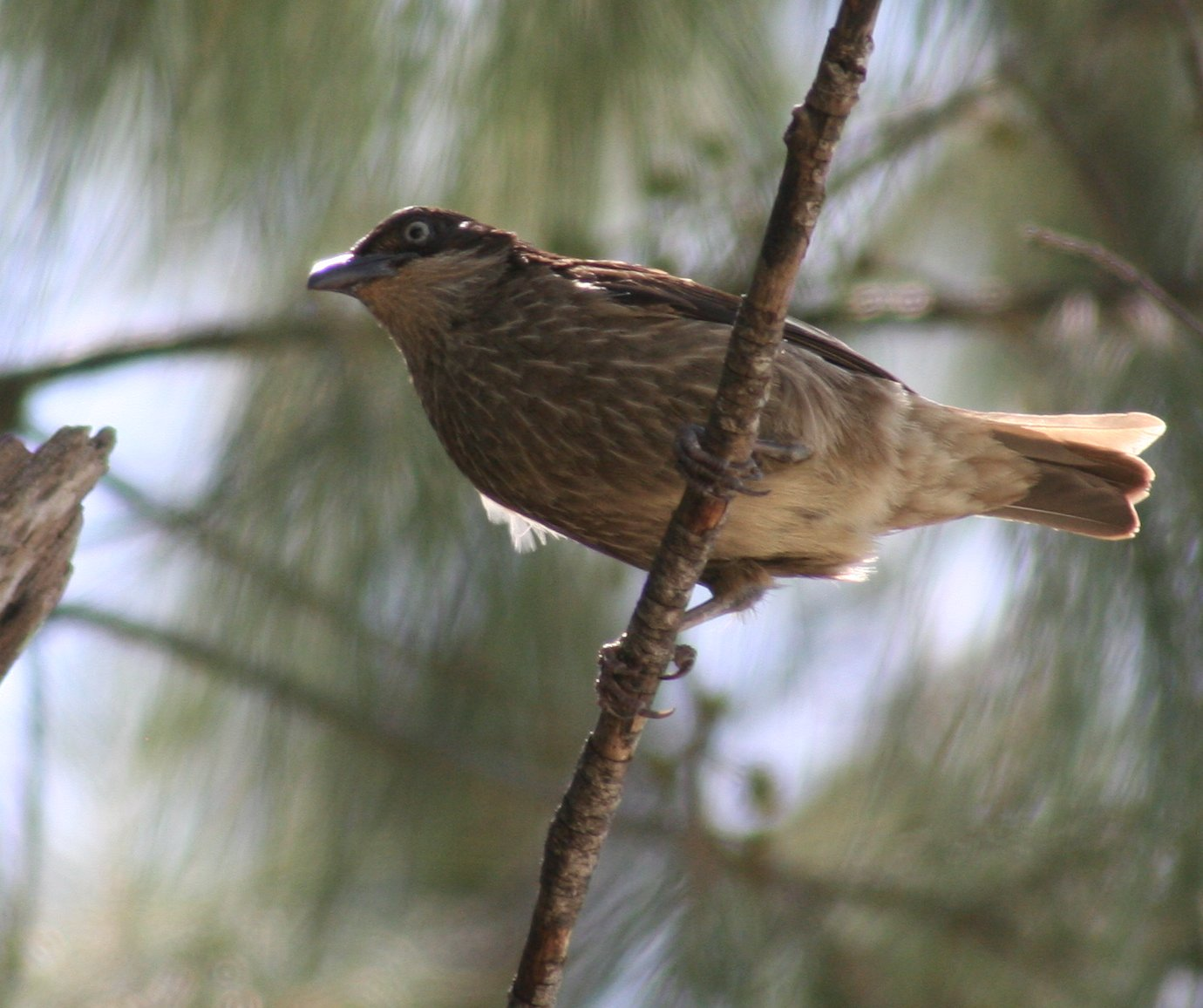
Один з птахів Ніуе — шпак-аплоніс виду Aplonis tabuensis.

На острові Ніуе росте 629 видів судинних рослин, 175 з яких є місцевими. Загалом на острові можна виділити дві великі зони флори: тропічні ліси внутрішніх районів Ніуе і прибережна флора. Значна частина острова вкрита чагарниками, лише кілька гектарів землі вкриті незайманими лісами.
Рослинний покрив Ніуе зазнав значного антропогенного впливу. Незаймані ліси збереглися лише в центральній частині острова, на сході й південному сході. У них здебільшого присутні високі дерева, з незначною кількістю чагарників і трав'яним покривом у нижньому ярусі лісу. Найбільший ліс острова має назву Хувалу, і будь-яка людська діяльність у ньому суворо заборонена. Значний простір Ніуе вкрито вторинним лісом, в якому виростає більша кількість представників флори, ніж у незайманих лісах. Там, де проводиться сільськогосподарська діяльність, утворюються невеликі хащі.
У внутрішніх лісах найпоширенішими видами дерев є лат. Syzgium inophylloides, лат. Syzgium richii. Серед інших рослин трапляються лат. Dysoxylum forsteri, лат. Planchonella torricellensis, лат. Pomentia pinnata, лат. Macaranga seemanii і лат. Fiscus prolixa. У нижньому ярусі рослинності переважають лат. Polyscias multijuga, лат. Streblus anthropophagourm, лат. Merremia peltate і різні види папороті.

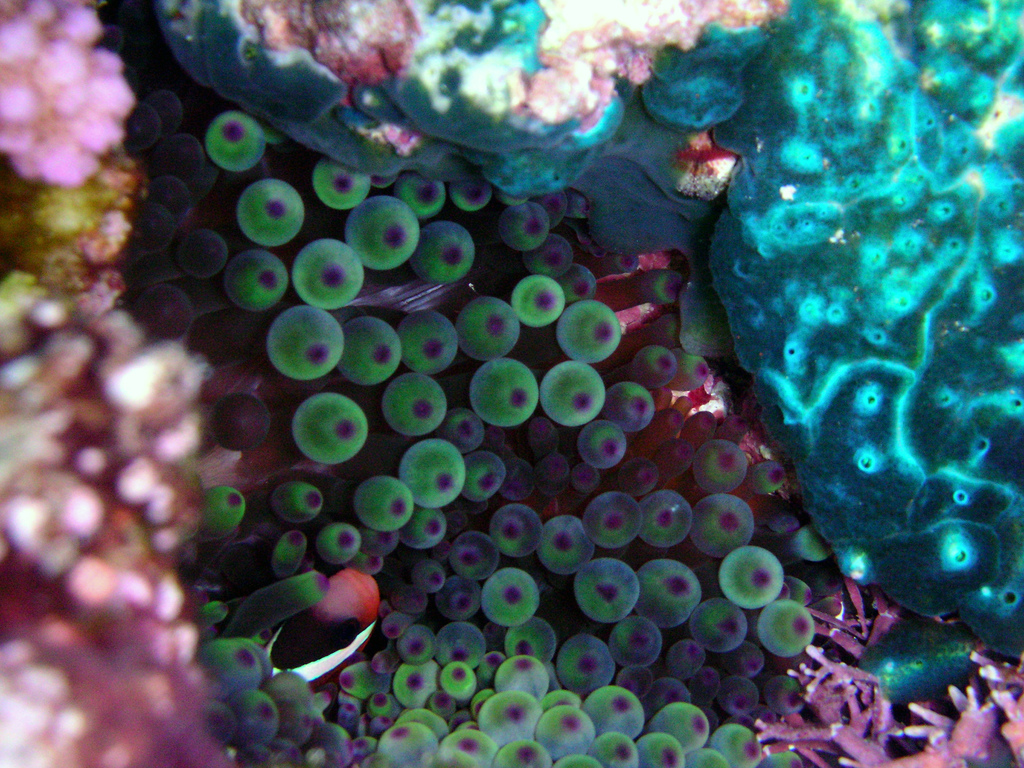
У прибережних водах Ніуе велика кількість актиній і маленьких риб

У прибережній зоні переважно ростуть ті ж рослини, що й у внутрішньому районі Ніуе. Однак їхньою характерною особливістю є повільніший ріст. На березі трапляються численні чагарники, серед яких є лат. Barringtonia asiatica, лат. Capparis cordifolia, лат. Timonius polygamu, лат. Ochrosia oppositifolia , лат. Pandanus tectorius, лат. Scaeveola taccada і лат. Messerchmidia argentea.
Наземні ссавці представлені переважно інтродукованими видами: собаками, свинями і кішками. Єдиним місцевим наземним ссавцем на Ніуе є тонганська летюча лисиця (лат. Pteropus tonganus), що відіграє важливу роль в екосистемі острова — вона запилює значну частку місцевих рослин. Однак вирубка лісів, несанкціоноване полювання призводять до зменшення популяції цієї тварини. У прибережних водах водиться ендемічна отруйна морська змія — Pseudolaticauda schistorhynchus (місцева назва  — катуалі).
На острові мешкає 31 вид птахів, жоден з яких не є ендеміком, проте підвиди плямистого личинкоїда-свистуна (лат. Lalage maculosa) і полінезійського шпака (лат. Aplonis tabuensis) є ендемічними — лат. Lalage maculosa whitmeei і лат. Aplonis tabuensis brunnescens.
Уряд Ніуе звертає значну увагу захисту довколишнього середовища. Тому на території острова є кілька заповідників. Найбільший з них — природоохоронна зона лісу Хувалу, розташована в східній частині острова між селами Ліку і Хакупу. На території цього заповідника знайшло прихисток близько 188 тисяч тварин. Площа заповідника — 54 км². На південь від села Хакупу є об'єкт спадщини та культурний парк Хакупу(англ. Hakupu Heritage and Cultural Park), на території якого можна побачити декілька поховань і осель давніх ніуеанців, а також охоронна зона летючих лисиць «Тауга-Пека» (ніуе Tauga Peka). На південь від мису Макапа влаштовано морський заповідник Анон (раніше відомий як Намоуі). Площа заповідника — 27,67 га.

## Адміністративний поділ
Острів Ніуе поділено на 13 округів, центрами яких є 13 сіл, назви яких мають округи.

Округи Ніуе

| Назва       | Назва англійською | Площа, км ² |
| ----------- | ----------------- | ----------- |
| Авателе     | Avatele           | 13,99       |
| Алофі       | Alofi             | 46,48       |
| Вайє        | Vaiea             | 5,4         |
| Лакепа      | Lakepa            | 21,58       |
| Ліку        | Liku              | 41,64       |
| Макефу      | Makefu            | 17,13       |
| Муталау     | Mutalau           | 26,31       |
| Намукулу    | Namukulu          | 1,48        |
| Тамакаутога | Tamakautoga       | 11,99       |
| Тоі         | Toi               | 4,77        |
| Туапа       | Tuapa             | 12,54       |
| Хакупу      | Hakupu            | 48,04       |
| Хікутаваке  | Hikutavake        | 10,17       |

## Населення

### Чисельність і розміщення

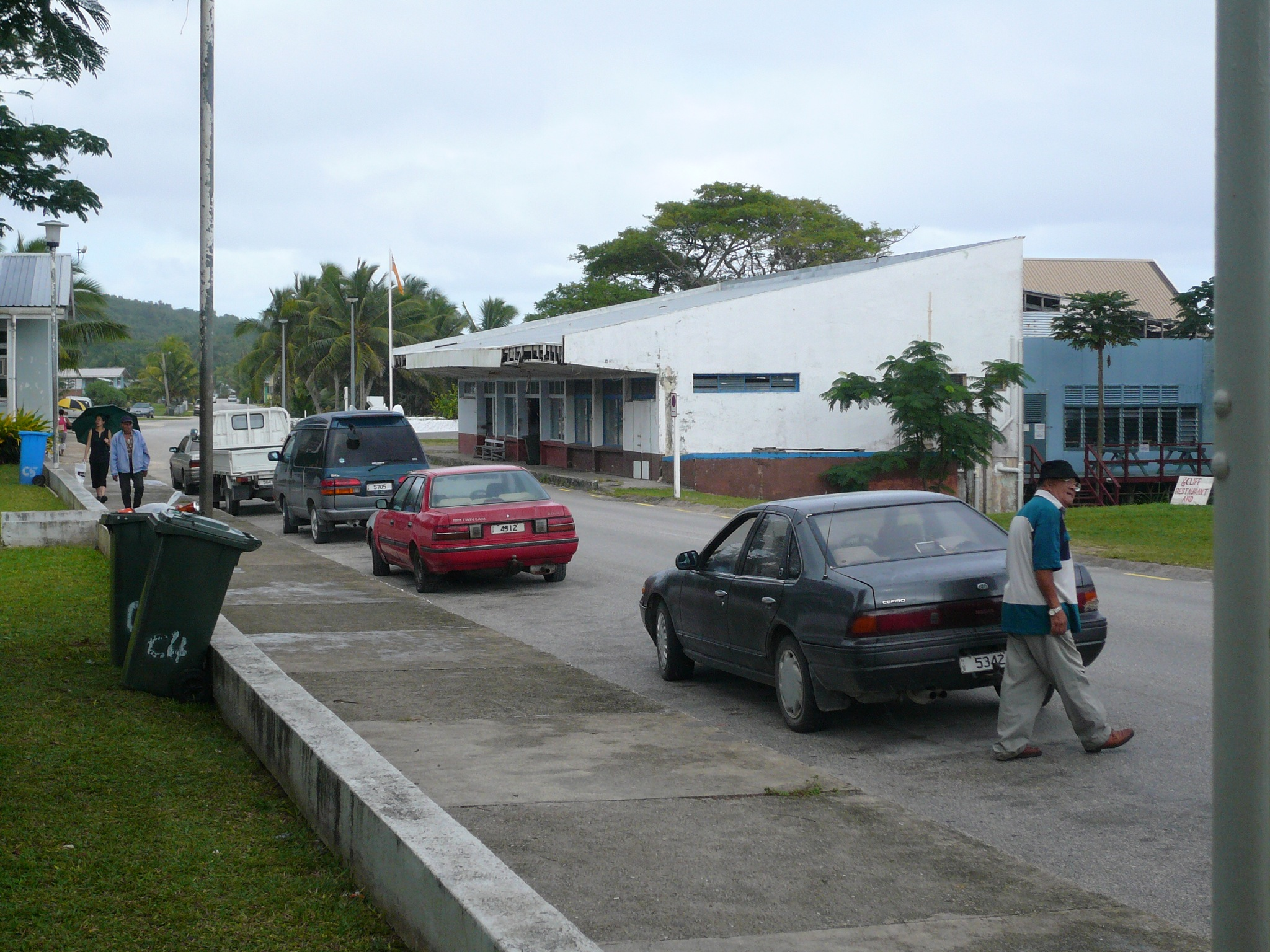
Місто Алофі, столиця Ніуе

Головним чинником, що визначає демографічну ситуацію на Ніуе, є процес міграції місцевого населення. Через посилений відплив населення в інші країни (переважно в Нову Зеландію) приріст населення на острові має від'ємний показник. До 1930 року на Ніуе відзначався значний приріст населення, а 1966 року було досягнуто історичного максимуму чисельності населення — 5194 особи. Однак з того року почало відбуватися падіння чисельності населення. У 1994 році, вперше за тридцять років, було помічено приріст населення, після якого знову сталася депопуляція.
Процес міграції з острова Ніуе має довгу історію. Ще з середини XIX століття європейці вивозили ніуеанців на різні плантації: остров'яни працювали на бавовняних плантаціях в Самоа, добували фосфорити в Східної Полінезії. Але тільки після закінчення Другої світової війни процес еміграції з острова Ніуе набув сучасного вигляду. Нова Зеландія, Австралія і США, які в той час потребували робочої сили у зв'язку із значним економічним зростанням, без всяких проблем брали ніуенців. Відкриття ж в 1971 році на Ніуе міжнародного аеропорту, а також надання острову в 1974 році статусу самоврядного державного утворення у вільній асоціації з Новою Зеландією (це означало і надання остров'янам новозеландського громадянства), значно полегшило процес еміграції корінного населення Ніуе. Основними чинниками відпливу населення стали: економічний (більш високий рівень життя в Новій Зеландії, висока зайнятість, зарплата, вищий рівень освіти), географічний (Ніуе — невеликий острів, розташований далеко від континентів і великих архіпелагів; нестача землі та інших важливих ресурсів; часті руйнівні тропічні циклони, що завдають непоправної шкоди місцевій інфраструктурі й сільському господарству), політичний (у минулому тісні колоніальні стосунки з Новою Зеландією; невдоволення населення політичною ситуацією на острові).
Згідно з переписом 2006 року (дані Департаменту статистики Ніуе), чисельність населення країни становила 1625 осіб (вівся облік всього населення, що перебував під час перепису на острові, включаючи резидентів і нерезидентів; якщо резиденти перебували за кордоном, то їх не враховували в перепис). У 2009 році, за оцінкою ЦРУ, ця цифра зменшилася до 1398 осіб. Темпи падіння населення в Ніуе є високими на тлі інших країн Океанії: 0,032 % з оцінки 2009 року. Але перепис 2006 року виявив зниження чисельності населення на 9 % в порівнянні з даними перепису 2001 року, тобто на 163 особи.
Зі статистичних міркувань облік населення ведеться за населеними пунктами. У 2006 році найбільшим за чисельністю населення поселенням було селище Алофі, яке об'єднує два села: Південний Алофі (434 людини) і Північний Алофі (147 чоловік). Друге за чисельністю населення поселення — село Авателе (164 людини). Намукулу — найменше село острова (всього 14 осіб). Тільки в трьох населених пунктах був зареєстрований приріст населення відносно 2001 року: в Авателе (зростання на 31 %), в Південному Алофі (зростання на 21 %) і Тамакаутога (зростання на 12 %). В інших же населених пунктах був відзначений спад. Найбільший спад був у Північному Алофі (на 43 %), Муталау (на 36 %) і Макефу та Накупив (по 29 % відповідно). Основною причиною депопуляції, як і раніше, залишається еміграція в Нову Зеландію, хоча зміна чисельності населення Північного Алофі була зумовлена зміною меж селища.
Велика діаспора вихідців з Ніуе існує в Новій Зеландії. 2001 року в цій країні було зареєстровано 20100 ніуеанців (близько 9 % від чисельності народів Океанії, які проживають на території Нової Зеландії). Більшість з них (78 %) проживала в місті Окленд, 5 % — у Веллінгтоні.
У 2006 році чоловіки становили 46,5 % (756 осіб), жінки — 53,5 % (782 особи). Кількість дітей до 14 років у 2006 складала 24,9 %, дорослого населення від 15 до 64 років — 63,2 %, понад 64 років. Середня тривалість життя населення в 1997 році становила 69,5 років.

### Етнічний склад
Населення Ніуе гомогенне: згідно з переписом 2006 року, 81 % жителів-резидентів (або 1538 осіб) були ніуеанці (представники корінного полінезійського народу, пращури якого, як вважається, припливли на острів з Тонга, Самоа і острова Пукапука), 11 % (172 особу) — вихідцями з інших островів Океанії (переважно тонганці, тувалу, самоанці і фіджійці), 3 % — європейцями, 2,6 % — азіатами, 2,6 % — вихідці з інших країн і регіонів.
Згідно з переписом 2001 року частка ніуенців становила 80,6 %, вихідців з інших островів Океанії — 10,5 %, європеоїдів — 4,7 %, монголоїдів — 0,2 % Кількість людей від шлюбів ніуенцев і жителів інших островів Тихого океану — 2,4 %, а від ніуеанців і європеоїдів — 1,6 %.

### Мови
| Говоримо ніуеанською… | Говоримо ніуеанською…               |
| Українська            | Ніуеанська                          |
| --------------------- | ----------------------------------- |
| Привіт!               | Fakaalofa atu! (одній людині)       |
| Бувай!                | E, koe! (одній людині)              |
| Мене звуть Тіна.      | Ko Tina e higoa haaku.              |
| Котра зараз година?   | Kua ta e matahola fiha he mogo nei? |
| Зараз пів на дев'яту. | Kua hafa he mole e matahola hiva.   |
| Ходи сюди.            | Omai taha ki fale.                  |

Крім англійської, офіційною мовою країни є мова ніуе, одна з численних мов полінезійської групи австронезійських мов, поряд з гавайською, маорі, самоанською, таїтянською та іншими. Разом з тонганською мовою Ніуе становить тонганську підгрупу полінезійської групи мов. Писемність мови була створена в першій половині XIX століття християнськими місіонерами родом з Самоа. Загальна чисельність носіїв тонганської мови в 1998 році становила 7990 осіб.
У мові використовується латинський алфавіт. Він складається всього з 17 букв: 5 голосних і 12 приголосних. Велику роль в усному мовленні відіграє довгота голосних звуків, що може змінювати значення слова. На письмі довгота позначається Макроном. Ніуеанська має два діалекти: моту (діалект північної частині острова, давніший) і тафіті (діалект південній частині острова, сучасніший) Різниця між ними в основному полягає в засобах словотворення і лексиці (наприклад, kautoga на моту і lala на тафіті означають «гуава»).
Згідно з переписом населення 2006 року, переважна більшість жителів острова (72 %) стверджували, що регулярно спілкуються ніуеанською. 18 % респондентів вказали, що користуються нею часто, і лише 3 % — не говорять нею взагалі. При цьому для двох третин жителів ніуеанська є їхньою першою мовою, якої вони навчаються з дитинства; 12 % остров'ян з дитинства вивчають і ніуеанську, і англійську; лише для 9 % ніуеанців англійська мова є їхньою першою мовою. У більшості домашніх господарств (43 %) жителів спілкуються як ніуеанською, так і англійською.

### Релігія
Панівною релігією на острові Ніуе є християнство. Першим християнським місіонером на Ніуе, який висадився на ньому 1830 року, став член Лондонського місіонерського товариства Джон Вільямс. Хоча він і не залишився на острові, але взяв із собою для навчання в місіонерській школі двох ніуеанців, які після повернення на острів зайнялися просвітницькою діяльністю. У цілому ж, процес християнізації населення відбувався досить повільно й супроводжувався невдоволенням населення з огляду на те, що місіонери завезли на острів декілька раніше невідомих захворювань, що призвели до смерті великої кількості острів'ян.
За переписом 2006 року, 62 % острів'ян (956 осіб) є послідовниками протестантської Конгрегаціоналістської християнської церкви Ніуе (англ. Congregational Christian Church of Niue), 9 % (138 осіб) — католиками, 8 % (127 осіб) — мормони, 2 % (28 осіб) — Свідки Єгови. Серед інших віровчень (це близько 9 % населення) трапляються методисти, адвентисти сьомого дня, багаї, сикхи, індуїсти, а також послідовники інших християнських учень. У ході перепису 3 % жителів вказали, що вони атеїсти, і 7 % не вказали своєї релігії.
Конгрегаціоналістська християнська церква Ніуе (англ. Congregational Christian Church of Niue) — найбільша християнська церква Ніуе, яка є місцевим представництвом Лондонського місіонерського товариства і стала автономною 1970 року. У 1996 році вона відкрила своє представництво в новозеландському місті Окленд, де проживає велика діаспора ніуеанців.

## Політичний устрій

### Державний лад
Державний лад Ніуе визначається Конституцією Ніуе як конституційна монархія.

#### Законодавча влада
Вищий орган законодавчої влади — однопалатна Законодавча Асамблея Ніуе, що складається з 20 депутатів. Чотирнадцять членів асамблеї представляють 14 виборчих округів Ніуе (по одному депутату від кожного округу). Шість членів асамблеї обираються за загальним списком. Термін повноважень асамблеї — три роки. На першому засіданні парламенту депутати обирають спікера асамблеї. Клерк Асамблеї є представником урядової служби Ніуе. Якщо на посаду спікера Асамблеї відсутня підходяща особа, то всі функції, необхідні для проведення засідання Асамблеї, виконує клерк..
Відповідно до Конституції Ніуе, Законодавча Асамблея займається прийняттям законодавчих актів. Для того щоб законопроєкт став законом, необхідне його схвалення членами Асамблеї в трьох читаннях, при цьому в ході читань на засіданні парламенту має бути присутнім щонайменше десять парламентарів. Всі законопроєкти, обговорювані в Асамблеї, і всі закони, прийняті нею, публікуються англійською і ніуеанською. Будь-який законопроєкт з податкової і фінансової частини потребує схвалення прем'єра.
Привілеї та імунітети членів Асамблеї також регламентуються Конституцією Ніуе. Відповідно до неї, ні спікер, ні члени парламенту щодо своїх повноважень в Асамблеї не підпадають під юрисдикцію жодного суду Ніуе. Крім того, вони не підлягають судовому переслідуванню за свої висловлювання в Асамблеї або в одному з її комітетів.

#### Виконавча влада

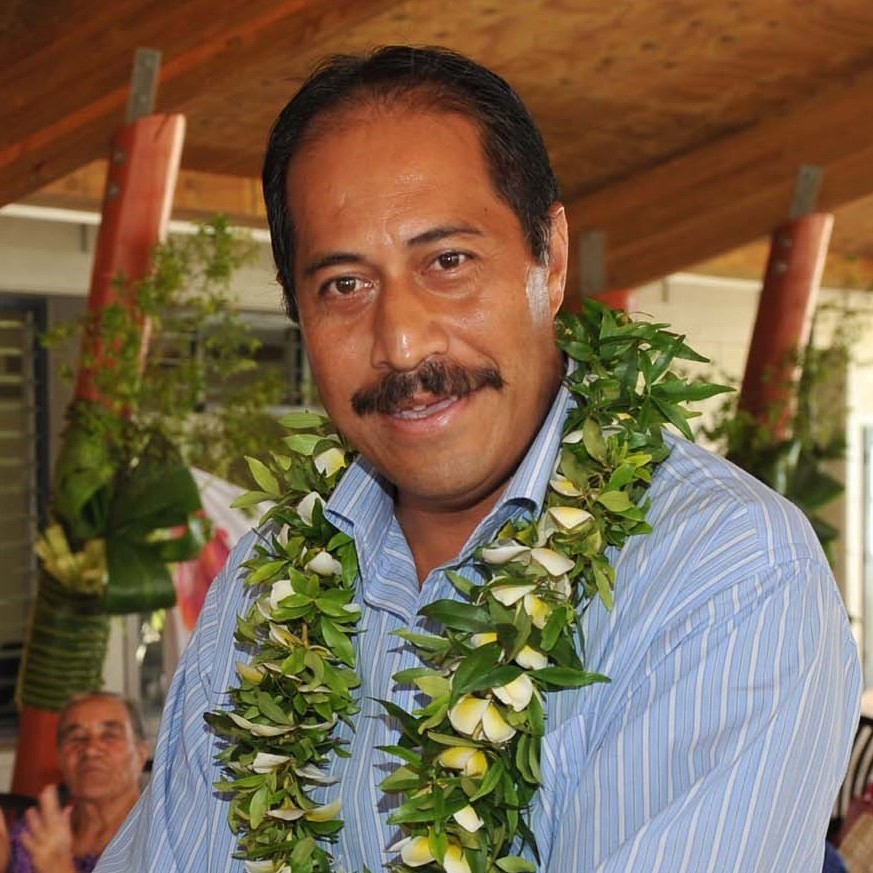
Прем'єр-міністр Далтон Тагелагі

Згідно з Конституцією Ніуе, главою держави є британський монарх, нині король Карл III, представником якого на острові є генерал-губернатор Нової Зеландії. Проте насправді виконавча влада на Ніуе здійснюється Кабінетом міністрів, який складається з прем'єра і трьох міністрів.
Главою уряду є прем'єр, який обирається членами Законодавчої Асамблеї зі свого складу на першому після парламентських виборів засіданні або в будь-який інший час, коли посада прем'єра вакантна. Обраним вважається кандидат, що набрав абсолютну більшість голосів присутніх на голосуванні парламентарів. Посада прем'єра вважається вакантною, якщо прем'єр втрачає свій мандат в Законодавчій Асамблеї, йде у відставку за власним бажанням або змушений піти у відставку, виходячи з відповідних положень Конституції. У разі необхідності будь-який інший міністр може бути призначений спікером Законодавчої Асамблеї на пост виконуючого обов'язки прем'єра. Термін повноважень прем'єра — три роки.
Кандидатури міністрів з числа членів Законодавчої асамблеї Ніуе пропонуються прем'єром країни спікеру парламенту, який призначає міністрів. Кабінет міністрів є виконавчим органом, відповідальним перед парламентом.

#### Судова влада
Судова система Ніуе представлена трьома судами — Високим судом (англ. High Court), Апеляційним судом і Мировим судом.
Вищий суд Ніуе є судом загальної юрисдикції, тобто займається розглядом кримінальних і цивільних справ. Він складається з одного або кількох суддів. Якщо в ньому представлений тільки один суддя, то він називається головою Високого суду. Голова та інші суддя Високого суду призначаються генерал-губернатором за пропозицією Кабінету міністрів. Суддя Високого суду може бути зміщений з посади генерал-губернатором за порадою Кабінету міністрів відповідно до рішення Асамблеї. Високий суд ділиться на відділ цивільних справ, відділ кримінальних справ та відділ земельних питань. Кабінет міністрів може призначити комісара Високого суду, який виконує ті функції судді Високого суду (або судові, або адміністративні), які позначені в спеціальному акті про його призначення.
Нижчими судовими органами в Ніуе є світові суди. Світові судді призначаються Кабінетом міністром, який також визначає термін їх повноважень. Два світові судді наділені тими ж повноваженнями, що і комісар Високого суду.
Апеляційний суд Ніуе, що є вищим судом письмового провадження, складається з голови та інших суддів Високого суду. Крім того, до його складу можуть входити інші особи, які призначаються генерал-губернатором за порадою Кабінету міністрів.. Апеляційний суд займається розглядом апеляцій на рішення Високого суду.

#### Виборчі округи
На Ніуе 14 виборчих округів. Виборчими правами володіють всі громадяни Ніуе, які досягли 18 років.

#### Місцеве самоврядування
Система місцевого самоврядування на острові Ніуе представлена сільськими радами, діяльність яких регулюється законом «Про сільські ради»1967 року. Право створення сільських рад має Кабінет міністрів. Він же може змінити їх кордони відповідно до будь-яких змін, що стосуються меж виборчих округів, його назву або склад. Члени сільських рад обираються в ході таємного голосування. Термін повноважень членів становить три роки.
До компетенції сільських рад входять постачання, будівництво, обслуговування, управління і регулювання сільських доріг (за винятком шосе) та їх очищення; парків, садів, зон відпочинку та інших громадських місць; охорони здоров'я; будівель; ринків і комерційних підприємств; водопостачання та інших питань місцевого значення.

### Політичні партії
Протягом двох десятиліть після отримання самоврядування в 1974 році на Ніуе були відсутні які-небудь політичні партії. Тільки в 1990 році з'явилася перша партія, яка проіснувала дуже короткий час і через що почалися розбіжності з приводу кандидатури прем'єра країни та складу Кабінету міністрів. Проте вже 1996 року на парламентських виборах уперше взяла участь «Народна партія Ніуе» (англ. Niue People's Party), яка вже 1999 року здобула перемогу. За станом на 2005 рік це єдина партія країни.

### Збройні сили
Згідно з Конституцією Ніуе за оборону країни відповідальна Нова Зеландія. Однак на практиці ця функція здійснюється тільки на вимогу уряду Ніуе.

### Зовнішня політика та міжнародні відносини
Питання зовнішньої політики Ніуе перебувають у віданні Нової Зеландії. Однак з наданням внутрішнього самоврядування зовнішньополітична діяльність самоврядної території набуває дедалі самостійнішого характеру. Уряд Ніуе, незалежно від Нової Зеландії, підписує різні міжнародні конвенції і вступає в міжнародні організації. Однак Ніуе не є членом Організації Об'єднаних Націй.
Ніуе підтримує тісну співпрацю з багатьма країнами Тихого океану, в тому числі, є членом низки регіональних організацій, наприклад, Форуму тихоокеанських островів.
Ніуе — асоційований член Співдружності націй, член Всесвітньої організації охорони здоров'я, Продовольчої та сільськогосподарської організації ООН, ЮНЕСКО. Входить у міжнародну організацію Країни Африки, Карибського басейну та Тихоокеанського регіону.

## Історія

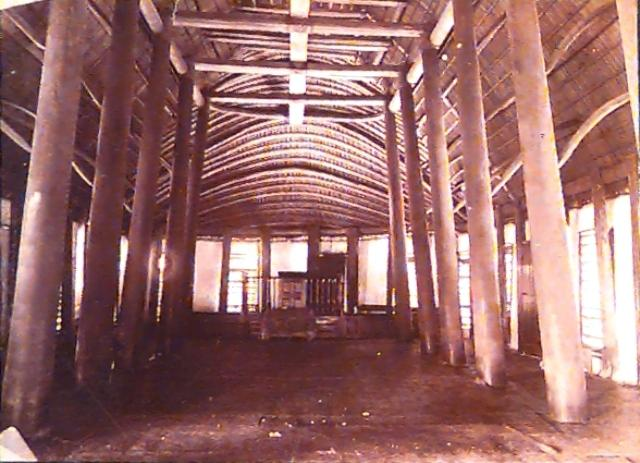
Інтер'єр храму в Алофі, 1896. (Фото Томас Ендрю (1855—1939)

Відповідно до думки істориків, острів Ніуе був заселений в останні століття першого тисячоліття до нашої ери полінезійцями з островів Тонга, Самоа і Пукапука (острів у Північній групі архіпелагу Кука). При цьому, існування на острові в далекому минулому двох ворожих племен швидше за все свідчить про те, що заселення Ніуе відбувалося у два етапи. Люди племені моту були першопоселенцями Ніуе і, можливо, припливли з островів Самоа. Люди племені тафіті швидше за все оселилися на Ніуе пізніше. Проте початок документованої історії Ніуе відомий тільки з середини XVIII століття.
Європейським першовідкривачем острова став англійський мореплавець Джеймс Кук, який відкрив острів 1774 року. Через ворожу зустріч тубільців мандрівник назвав острів островом Савідж (у перекладі з англійської мови«Острів Дикунів»).
Протягом досить довгого періоду Ніуе залишався поза полем зору європейців. Тільки в 1830 році на острові висадився член Лондонського місіонерського товариства Джон Вільямс. Розпочався місіонерський період в історії Ніуе. Значну роль у християнізації місцевих жителів відіграв місіонер Пеніаміна, який пройшов підготовку на Самоа. Уже десь до середини XIX століття ніуеанці були навернені на християнство.
21 квітня 1900 року над островом був встановлений британський протекторат. Проте вже 1901 року Ніуе був анексований Новою Зеландією, і став адміністративно підкорятися Островам Кука. До 1974 року, коли Ніуе став самоврядним державним утворенням у вільної асоціації з Новою Зеландією, ним керував уповноважений новозеландський представник.
19 жовтня 1974 року на Ніуе була прийнята Конституція, яка встановила нову форму відносин з Новою Зеландією. Відповідно до неї Ніуе став самостійним у вирішенні внутрішніх питань, а законодавча влада перейшла в руки Законодавчої асамблеї Ніуе (ніуе Fono Ekepule). Водночас за жителями Ніуе зберігалося новозеландське громадянство.

## Економіка
Економіка Ніуе в основному базується на прибутках державного сектору, який переважно субсидується урядом Нової Зеландії.
В останні роки відзначена зміна в структурі економіки Ніуе: частка державного сектора потроху скорочується (хоча 2005 року в ньому працювало близько 59 % працездатного населення острова), починає розвиватися туризм, зростає експорт сільськогосподарської продукції (в основному таро). Основним напрямом діяльності уряду у сфері економіки за останні десятиліття є збільшення частки приватного сектора й розвиток екотуризму. Досягнення цих цілей здійснюється за допомогою збільшення робочих місць та інших можливостей для працевлаштування, а також за допомогою розвитку сільського господарства як механізму щодо зниження залежності країни від іноземної фінансової допомоги.
Часті руйнівні тропічні циклони й посухи справляють негативний вплив на економіку Ніуе. Наприклад, 2005 року острів зазнав великих збитків від циклону «Гета», який майже повністю зруйнував інфраструктуру.

### Сільське господарство
Особливості геологічної будови Ніуе, низька родючість ґрунтів та відсутність річок накладають великі обмеження на розвиток сільського господарства на острові. Та попри це, значна частина Ніуе завжди піддавалася інтенсивному рільництву.
Від 30 до 40 % відсотків усіх ґрунтів острова непридатні для рільництва, а ті ґрунти, на яких щось вирощується, дають незначний урожай, який практично повністю йде на задоволення внутрішніх потреб країни. Головно сільськогосподарською рослиною Ніуе є таро, частина якого експортується в Нову Зеландію. Серед сільськогосподарських культур можна виділити маніок, батат і ямс. Для внутрішнього ринку вирощуються в невеликих кількостях банани, фрукти, лайми, кокосові пальми та овочеві культури. В останні роки робляться спроби з вирощування на Ніуе ванілі. На острові також розводять курей, свиней, невелику кількість худоби.

### Рибальство
Рибальство на Ніуе розвинене не дуже у зв'язку з обмеженими рибними ресурсами біля берегів острова. Іншими перешкодами для рибальства є надто важкий доступ до океану через дуже стрімкі схили біля берегів, відсутність природних бухт і лагун.

### Транспорт

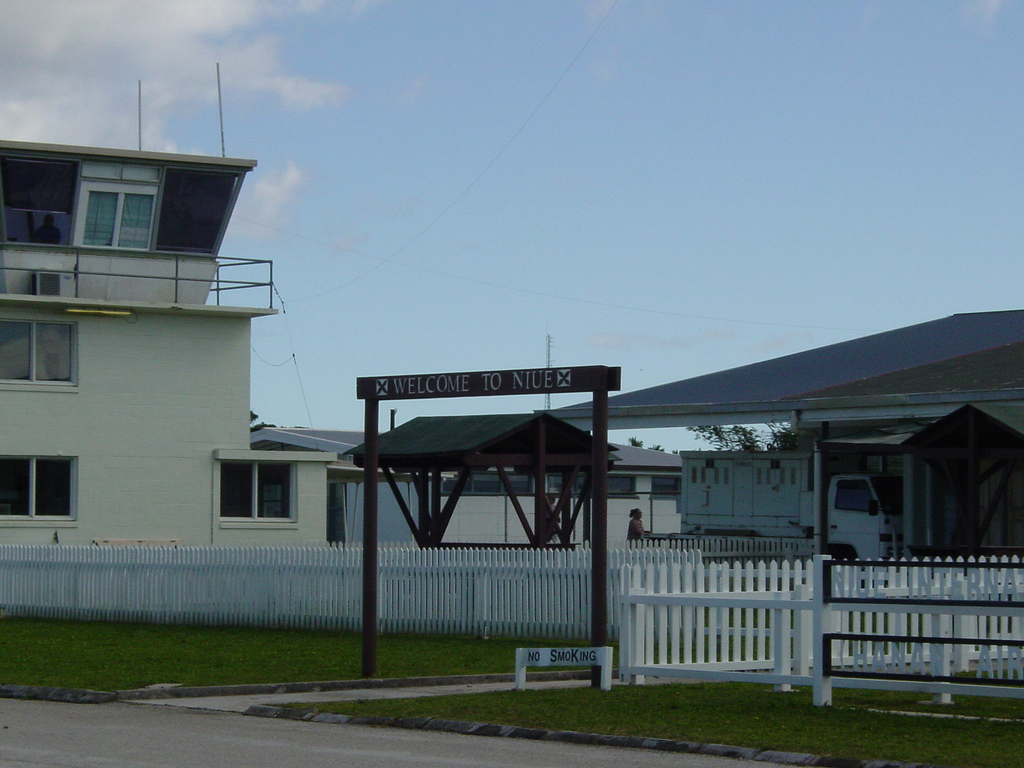
Аеропорт Ніуе

Погане транспортне сполучення накладає значні обмеження на розвиток торговельних відносин з країнами Океанії і всього світу, а також туризму.
Уздовж узбережжя острова тягнеться 64-кілометрова дорога, що проходить через 13 сіл Ніуе. Через центр острова також проходять дві головні дороги (загальна довжина становить близько 230 км). Більшість доріг мають тверде покриття і підтримуються дорожніми службами на дуже високому рівні.
На острові відсутні природні бухти. Тим не менш біля селища Алофі є причал, до якого можуть підходити тільки невеликі судна.
У 1970 році на Ніуе побудували Міжнародний аеропорт Ханнан, який згодом 1994 року розширили, щоб приймати такі великі літаки, як Боїнг-737. Регулярне авіасполучення з островом забезпечується новозеландської авіакомпанією «Air New Zealand».

### Зв'язок

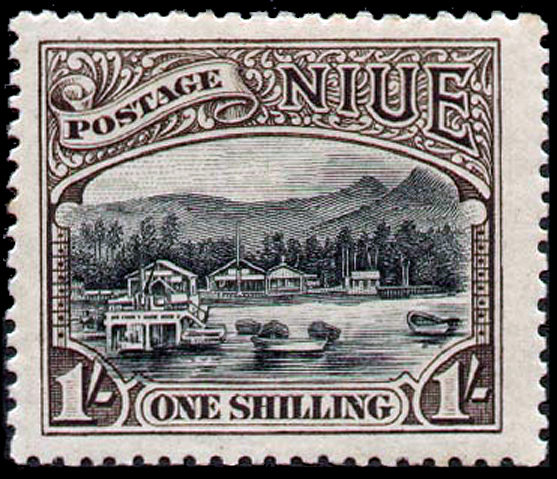
Поштова марка Ніуе, 1 шилінг, 1920

Всі поштові і телекомунікаційні послуги надає Поштовий і телекомунікаційний департамент («Телеком Ніуе»). Послуги з надання доступу до Інтернету вперше з'явилися на Ніуе в 1997 році. Зараз вони надаються компанією «Niue Internet User Society». На острові діє інтернет-кафе, в ключових місцях безкоштовно надаються послуги WiFi.
Інтернет-домен Ніуе,. Nu, дуже популярний серед користувачів зі Швеції, Данії та Нідерландів, в яких слово «nu» перекладається як «зараз».
На Ніуе діє лише одна телерадіомовна компанія. До 1992 року уряд Ніуе випускав газету «Tohi Tala Niue». Приватну газету «Niue Star» почали друкувати в середині 1993 року, і відтоді вона виходить раз на два тижні.
З 2010 року на острові розгорнуто систему OpenBTS — перше вільне програмне забезпечення, що дозволяє здійснювати роботу з промисловим стандартом стека протоколів GSM. Собівартість та структура OpenBTS була для Ніуе оптимальною, оскільки на острові було необхідно терміново розгорнути обслуговування мобільних телефонів, але обсяг потенційних клієнтів був недостатній, щоб виправдати покупку і підтримку системи звичайних ретрансляційних базових станцій стандарту GSM.
На острові відсутній громадський транспорт, більшість жителів пересувається островом на власних машинах.

### Туризм
Хоча туристичний сектор на Ніуе перебуває в зародковому стані, розвиток туризму на острові є одним з пріоритетних напрямків діяльності уряду країни. Основними обмеженнями для розвитку туризму є дуже погане авіасполучення з іншими країнами світу, практично повна відсутність розвиненої туристичної інфраструктури.
У 2002 році на Ніуе побувало 3155 осіб. Острів переважно відвідують громадяни Нової Зеландії, Австралії, країн Європи, США і Канади.

### Зовнішні економічні зв'язки
Віддаленість від основних ринків збуту продукції, відсутність великих запасів корисних копалин накладає значні обмеження на виробництво в промислових масштабах. Головною особливістю зовнішньої торгівлі Ніуе є дуже низькі показники експорту і дуже високі показники імпорту. Імпортуються продовольство, промислові товари, машини, паливо, медичне обладнання та ліки. Експортується сільськогосподарська продукція. Основним партнером міжнародної торгівлі є Нова Зеландія.
У період з 1996 по 2004 роки обсяги імпорту варіювали від NZD $ 3,7 млн до NZD $ 11,9 млн. При цьому середній показник імпорту з Нової Зеландії в період з 1996 по 2001 рік становив NZD $ 4,5 млн. Експорт в останні роки скорочується: у 2004 році обсяг склав NZD $ 264 240 (в 1996 році — NZD $ 316 536).

### Грошова система та фінанси
Грошова одиниця Ніуе — новозеландський долар. В колекційних цілях також випускається долар Ніуе.
За бюджетом на 2005 рік видатки становили NZ $ 21,9 млн, а доходи — NZ $ 21,5 млн. Серед доходів найбільше значення мають надходження від податків і мит, фінансова допомога Нової Зеландії. Важливим джерелом поповнення бюджету країни є також поштові марки і колекційні монети.

## Культура

### Доколоніальна організація жителів Ніуе

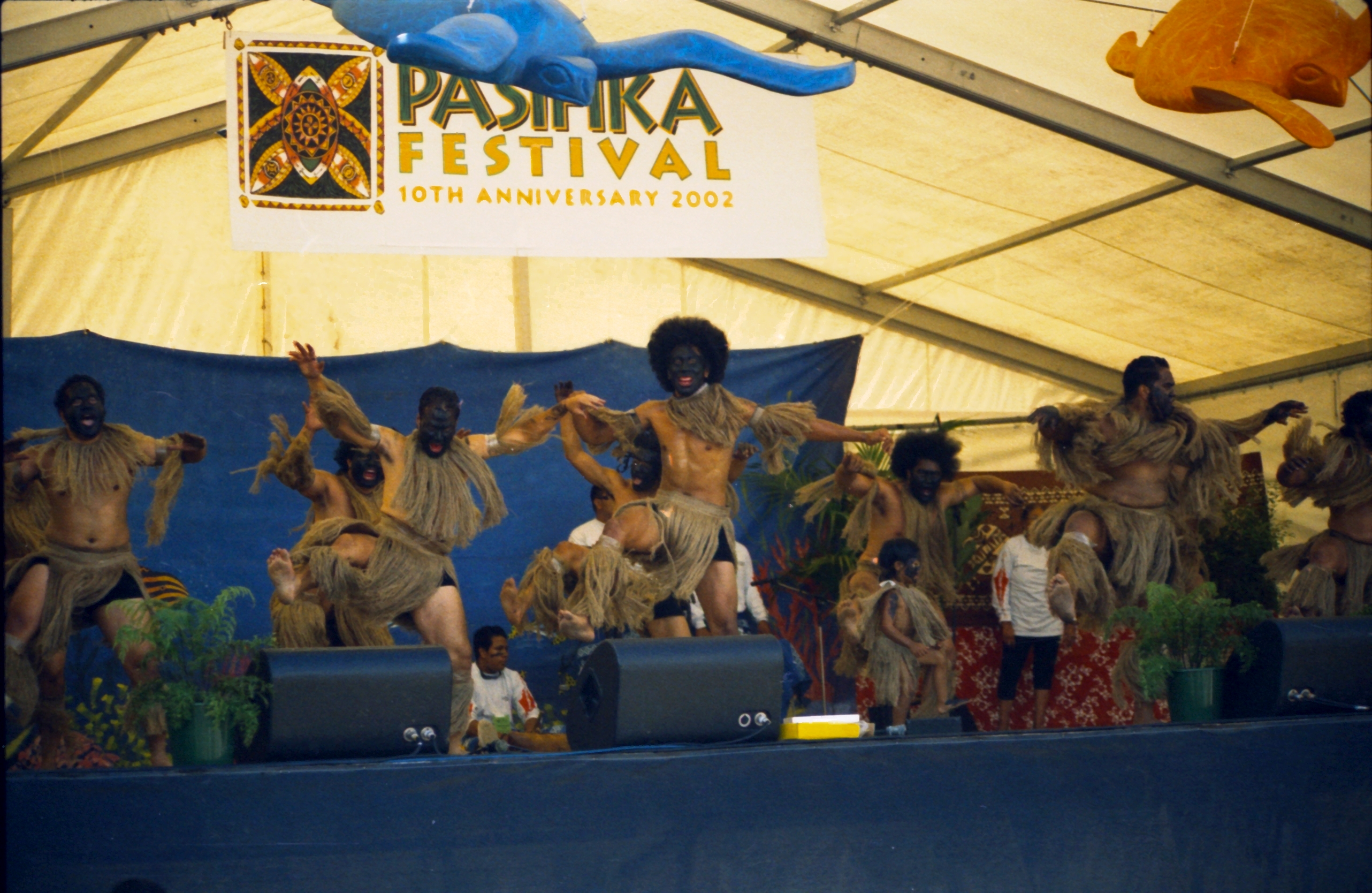
Традиційний ніуеанський танок (Фестиваль «Pasifika», 2002)

Маорійські префікси до назв племен Нгаті-, Нгаї-і Ати-, що перекладаються як «нащадки когось», не використовувалися на Ніуе. Замість Нгаті- на острові послуговувались словами Тама (Ніуе Tama) або фага (Ніуе fagai). Наприклад, об'єднання близьких родичів носили назву Тама-хамові (Ніуе Tama-hamua), Тама-каутонга (Ніуе Tama-kautonga), Тама-Хато-кула (Ніуе Tama-hato-kula). Фага також являло собою об'єднання людей, але головним чинником було не кровне споріднення, а спільне проживання з метою «прогодування».
У далекому минулому на Ніуе була представлена особлива система управління, що відрізнялася від моделей, представлених на інших островах Океанії. Однією з відмінних рис була виборність верховного вождя, або короля, титул якого не був спадковим. Інститут короля на Ніуе, або пату-ікі (Ніуе patu-iki, в перекладі «вождь вождів»), мабуть, був запозичений з островів Тонга або Самоа (до його появи на острові існували тільки голови сімей). Спочатку король обирався із членів провідної сім'ї острова. Згодом призначення короля стало прерогативою жителів села-переможця (проте обраний король все одно повинен був отримати схвалення інших сіл).
Про функції пату-ікі відомо мало. При ньому завжди існувала рада, або фоно (Ніуе fono), представники якої постійно спілкувалися з місцевими жителями. В кожному селі Ніуе також жив агент короля, якого звали алага-вака (Ніуе Alaga-vaka)). Існував також головний алага-вака, або алага-вака-не-муа (Ніуе Alaga-vaka ne-mua) (на зразок сучасного прем'єр-міністра), який дуже часто захоплював верховну владу на Ніуе і правив самостійно (при ньому ж перебував помічник, якого звали Ніуе Хагана).
На острові також існували інші вожді, яких звали ікі (Ніуе iki) і пату (Ніуе patu). Ікі, імовірно, перш ніж стати вождями, були воїнами. Пату були, по суті, головами родин та очолювали фага. Разом з ікі вони виконували функції суддів, або факафілі (Ніуе fakafili), поліції, або леолео (Ніуе leoleo), дияконів. З них же формувалися фоно, ради кожного острівного села. У далекому минулому пату також очолювали військо під час війн, могли бути воїнами.

### Музика і танці
Як і в усій Полінезії музика і танок займають дуже важливе місце в житті ніуеанців. Проте однією з особливостей традиційних ніуеанскіх пісень є те, що вони здебільшого не мають музичного супроводу. Єдиний інструмент, який використовується під час танців,— це дерев'яний барабан, відомий на Ніуе як палау (Ніуе palau) або Нафа (Ніуе nafa).
Головним танком острова, який виконують у день весілля, народження, є Тамі (Ніуе tame). Під час танцю жінки в основному сидять, а чоловіки танцюють навколо.

### Спорт

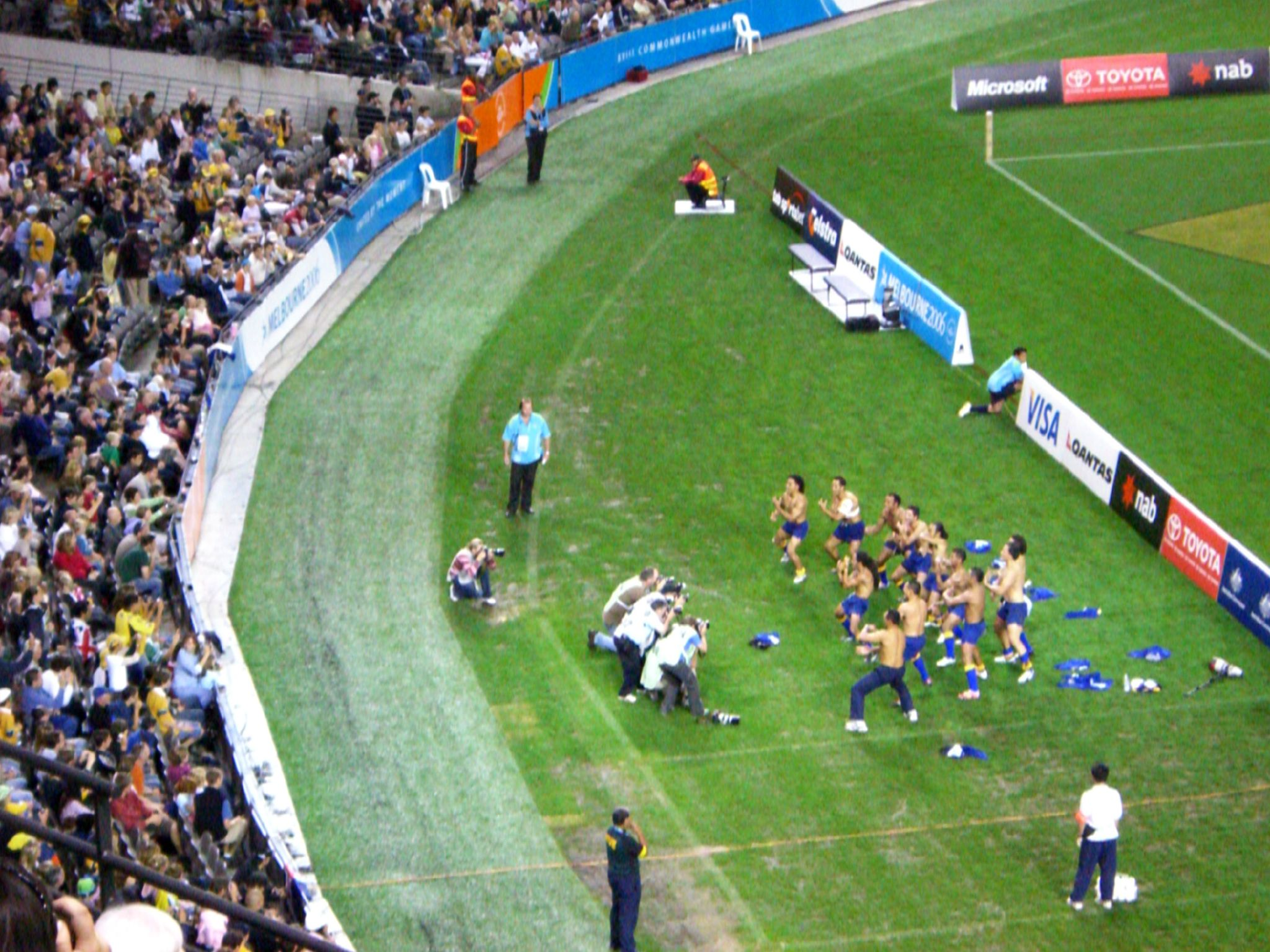
Національна збірна Ніуе з регбі виконує танок хака.

На Ніуе є своя національна збірна команда з футболу, а сама країна є асоційованим членом Конфедерації футболу Океанії, але не є членом ФІФА, через що ніуеанська збірна не може брати участь у чемпіонаті світу ФІФА і Кубку націй ОФК. Перший міжнародний матч за участю ніуеанської збірної з футболу (всього їх було два) відбувся 1 вересня 1983 року, у ньому Ніуе програла збірній острова Таїті з рахунком 0:14. Найбільшої поразки збірна зазнала вже наступного дня, від збірної Папуа — Нової Гвінеї: 0:19.
Проте найпопулярнішою грою на острові є регбі. З цього виду спорту у Ніуе також є своя національна збірна. Перший міжнародний матч за участю ніуеанської збірної з регбі відбувся 11 вересня 1983 року, Ніуе програла збірній Фіджі з рахунком 4:124.
Ніуе жодного разу не брала участі в Олімпійських іграх. У 2002 році острів, вперше, взяв участь в Іграх Співдружності.

### Свята
1 січня — Новий рік — New Year's Day
2 січня —Традиційний день Така — Takai Commission Holiday
6 лютого — День Вайтангі — Waitangi Day
П'ятниця перед Великоднем — Велика п'ятниця — Good Friday
Наступний день після Пасхи — Світлий понеділок — Easter Monday
25 квітня — День АНЗАК — ANZAC Day
перший понеділок червня — День народження королеви — Queen's Birthday
16 жовтня — День Конституції — Constitution Day
27 жовтня — День Пеніаміни — Peniamina Gospel Day
25 грудня — Різдво — Christmas Day
26 грудня — День подарунків — Boxing Day

## Соціальна сфера

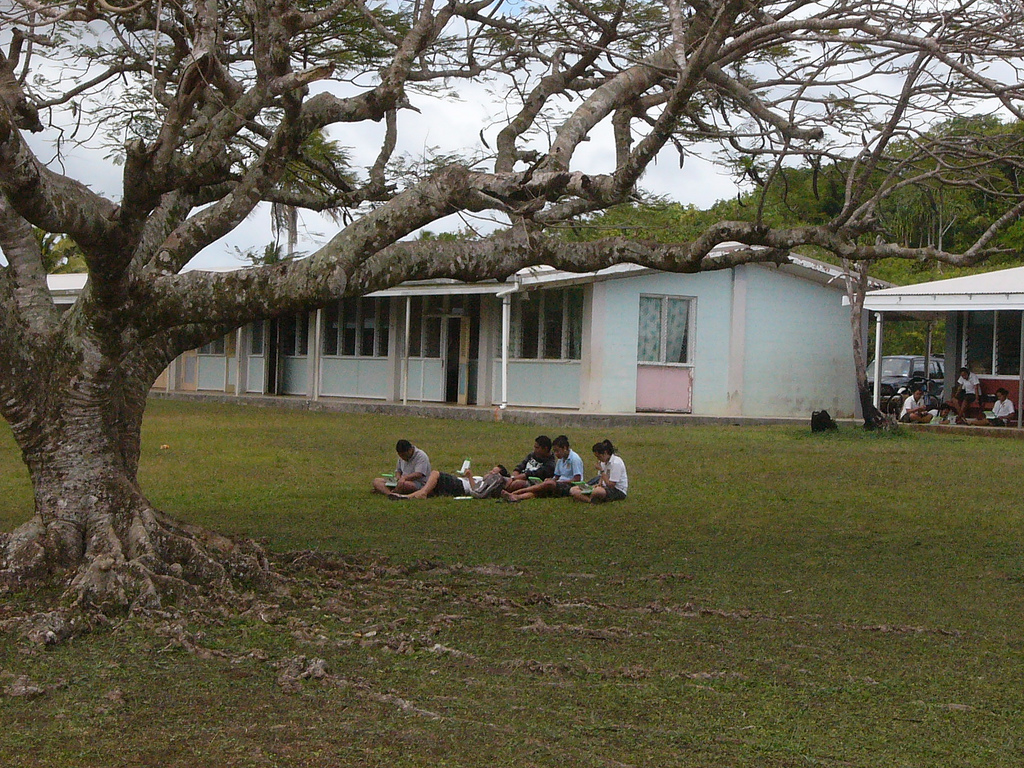
Студенти користуються ноутбуками OLPC на шкільному подвір'ї

### Охорона здоров'я
У зв'язку з ізольованістю Ніуе від решти світу на острові відсутні ВІЛ та малярія. Зрідка трапляються випадки захворювання вірусними гепатитами, туберкульозом і тропічною гарячкою. Медичне обслуговування на острові безкоштовне для всіх резидентів Ніуе (для іноземців — платне). У 2002 році в центральній лікарні Ніуе була проведена реконструкція.
У 2001 році співвідношення лікарів та мешканців Ніуе становило 1: 434, медсестер — 1: 145.

### Освіта
Система освіти Ніуе спирається на новозеландську модель і в основному має той же навчальний план. Рівень грамотності в країні дуже високий: згідно з даними уряду Ніуе, він досягає 99 %. Починаючи з 1989 року, усі початкові школи зосередились в Алофі, що пов'язано зі зменшенням населення. У країні діє тільки одна, розташована на околиці Алофі, середня школа.
На Ніуе також діє філія Південнотихоокеанського університету, що є єдиною установою країни, де можна продовжити свою освіту після середньої школи. Значна частина ніуеанців здобуває освіту за кордоном: у Новій Зеландії, в Австралії, на Фіджі.

## Цікаві факти
- Ніуе — найбільший за площею і найвищий у світі піднятий атол.
- У 1996 році на Ніуе проживало 2089 ніуейців, а в Новій Зеландії — 18 474.
- Інтернет-домен Ніуе, .nu, був зареєстрований американським бізнесменом Вільямом Семичем, який ще 1997 року звернувся до ICANN і отримав права його адміністрування та продажу імен, забезпечивши тим самим жителів Ніуе безкоштовним доступом до Інтернету. Річний оборот компанії Семича NU Domain становить близько $ 4 млн.
- Згідно з журналом «Компьютерра», інтернет-домен Ніуе, .nu, сподобався власникам експлойтів й приваблює шахраїв анонімною реєстрацією.
- 21 серпня 2008 року кожен школяр молодших і старших класів у Ніуе отримав лептоп XO, який розповсюджують у рамках ініціативи One Laptop Per Child. Острівній державі адміністрація OLPC пожертвувала 500 ноутбуків.
- 3 серпня 2011 року на висоті 20 км над островом вибухнув метеорит.
- У 2022 році держава Ніуе випустила пам'ятну срібну монету «Воїн Азовсталі» та присвятила її українським захисникам Маріуполя. На монеті номіналом 5 доларів зображено боротьбу українських воїнів та бійця в метафоричному обладунку[65][66].